# Florencio Caula y Villar
Florencio Caula y Villar (La Coruña, 7.11.1844 – Madrid, 9.8.1919). Militar, general de brigada de Ingenieros.

## Biografía
Ingresó en el servicio en septiembre de 1861 y en la Academia Especial de Ingenieros de Guadalajara en 1863, saliendo de la misma como teniente, después de completar los estudios reglamentarios, el 16 de agosto de 1867. Su primer destino fue el 2.º Regimiento de Zapadores-Minadores y, en mayo de 1869, tomaba parte con su sección en la columna encargada de la persecución de una partida carlista formada en las proximidades de Cuenca y Guadalajara. Trasladado a las islas Canarias, permaneció en las mismas hasta su ascenso a capitán en octubre de 1872. En ese año era destinado al primer Regimiento de Ingenieros, que en aquellos momentos estaba integrado en el Ejército del Norte, en el marco de la tercera guerra carlista. Permaneció en el citado ejército tomando parte en numerosas operaciones, hasta mayo de 1874, fecha en la que se le trasladaba al Ejército del Centro, participando con su unidad en la persecución de la partida carlista de Marco Bello, por la provincia de Guadalajara.
En 1877 pasaba al Regimiento Montado de Ingenieros, creado en 1874, en el que se integraban las nuevas especialidades de Ingenieros de Ferrocarriles y Telegrafía Óptica y Eléctrica, con la tradicional de Pontoneros. En ese mismo año era destinado a la Comandancia General de Galicia, ocupándose activamente en los trabajos de defensa (fortificación) de Ferrol. En este aspecto, reformaba el Castillo de Nuestra Señora de La Palma, que pasaba a ser la batería de mayor importancia. La modernización de este castillo consistió en una nueva edificación, respetándose la planta, pero con un alzado totalmente distinto, que aportaba un sistema continuo de casamatas en dos niveles hacia la boca de la ría, enfilando todo el sector que abarca desde el Prioriño Chico hasta el Segaño, así como la “de revés” hacia la canal interior. Disponía también su “línea sobre tierra” con galería aspillerada. En 1887 ascendía a teniente coronel, siguiendo en el mismo destino. Además, era nombrado vocal de la Junta Mixta que debía estudiar el armamento de la defensa marítima de Ferrol, Ares y la Coruña.
En 1893 era promovido a coronel y, después de un breve paso por las Comandancias de Ingenieros de las Baleares y de Ceuta, al siguiente año se le destinaba a la isla de Cuba, donde estuvo realizando trabajos de fortificación de Santa Clara, y más tarde las de Santiago. Posteriormente tomó parte en diversas operaciones, y construyó los fuertes de El Ermitaño, Valet y Conde. Declarada la guerra a España por los Estados Unidos, en el bloqueo de la plaza de Santiago dirigió la construcción de las baterías de la Socapa y Punta Gorda. Ambas baterías fueron diseñadas y construidas por Caula, quien, debido a la premura del tiempo disponible, desechó todo perfil de relieve, adaptándolas al sistema de trincheras para la protección contra el enemigo. La artillería emplazada en ambas fue desmontada del buque Reina Mercedes, perteneciente a la escuadra española y fue montada en cureñas de giro central. Tomaba parte más tarde en la defensa de Canosa, fuerte que, junto a la Loma de San Juan, constituía la única defensa de Santiago de Cuba. Los americanos atacaron con fuerzas muy superiores a Canosa, donde el coronel Caula, con una actividad, inteligencia, celo y constancia superiores a todo elogio, había dirigido todas las obras de defensa, asistiendo a diferentes bombardeos de la escuadra americana, y que, encargado de las posiciones a vanguardia del fuerte, antes de ser gravemente herido, perdió sucesivamente dos de los caballos que montaba.
Evacuado a Santiago y por resultar herido el comandante general de la plaza, se hacía con el mando de la defensa. Herido de gravedad, a su vez, pasó al hospital, donde permaneció hasta agosto de 1898, momento en que era repatriado. Al llegar a la península era destinado como jefe de la Comandancia de Ingenieros de Cádiz y en 1899 pasaba a prestar sus servicios como Vocal de la Junta Consultiva de Guerra, pasando en 1901 a la situación de Reserva. Vuelto al servicio, tras una corta estancia en diversos destinos, como Cádiz (de nuevo) o La Coruña, donde estuvo al mando del 4.º Regimiento de Ingenieros y Comandancias Generales de la 4.ª y 7.ª Región Militar, ascendía a general de brigada, siendo designado comandante general de Ingenieros del 6.º Cuerpo de Ejército, en el que permaneció hasta su pase definitivo a la reserva con fecha de 10 de noviembre de 1910.
Estaba en posesión, entre otras condecoraciones, de dos cruces al Mérito Militar con distintivo Rojo y la Cruz de 2.ª Clase de María Cristina, habiendo sido declarado benemérito de la Patria.